# Stelle (Dolna Saksonia)
Stelle – gmina samodzielna (Einheitsgemeinde) położona w niemieckim kraju związkowym Dolna Saksonia, w powiecie Harburg.

## Położenie geograficzne
Leży na lewym południowym brzegu Łaby pomiędzy gminą Seevetal od zachodu, a miastem Winsen (Luhe) od wschodu.

## Dzielnice gminy
Dzielnice należące do gminy Stelle to: Achterdeich, Ashausen, Büllhorn, Fliegenberg, Rosenweide i Wuhlenburg.

## Współpraca
- Glenfield, Anglia
- Plouzané, Francja